# Rosenbergamazilie
Die Rosenbergamazilie (Polyerata rosenbergi, Syn.: Amazilia rosenbergi), manchmal auch Purpurbrustamazilie genannt, ist eine Vogelart aus der Familie der Kolibris (Trochilidae). Die Art hat ein großes Verbreitungsgebiet, das die südamerikanischen Länder Kolumbien und Ecuador umfasst. Der Bestand wird von der IUCN als nicht gefährdet (Least Concern) eingeschätzt.

## Merkmale
Die Rosenbergamazilie erreicht eine Körperlänge von etwa 8 cm, wobei der gerade Schnabel mit rosafarbenem Unterschnabel ca. 18 mm ausmacht. Die Oberseite des Männchens schimmert grün. Die Kehle glitzert grün, während die Brust blau leuchtet. Der hintere Unterteil ist gräulich mit Grün an den Seiten. Dieses geht am Unterbauch und Untersteiß in Weiß über. Der Schwanz ist bronzen mit schwärzlichem Teint. Die Oberseite des Weibchens ist ähnlich wie beim Männchen gefärbt. Die Unterseite ist blass gräulich mit reichhaltigen grünen Flecken an Kehle und Brust. Unterbauch und Untersteiß sind weiß. Der Schwanz ist bronzen schwärzlich, doch sind die äußeren Steuerfedern weiß gesprenkelt.

## Lebensweise
Die Vögel sind Waldbewohner und bewegen sich zumeist innerhalb des Waldes. Ihr Futter suchen sie eher in den unteren bis mittleren Straten. Oft sitzen sie auf offenen Zweigen, die relativ tief sind. Meist schweben sie vor den Blüten, um an deren Nektar zu gelangen.

## Lautäußerungen
Im Gegensatz zur Blaubrustamazilie (Amazilia amabilis (Gould, 1853)) ist kein Gesang im Lek bekannt. Der Gesang des Männchens wird als drei scharfe, hoch gestimmte tsirp-tsu-tsrit-Töne beschrieben.

## Verbreitung und Lebensraum

Verbreitungsgebiet der Rosenbergamazilie

Die Art ist relativ häufig im Unterholz und den mittleren Straten von sehr feuchten Wäldern und an deren Rändern im Tiefland und in den Gebirgsausläufern im Nordwesten Ecuadors anzutreffen. Am häufigsten ist sie in der Provinz Esmeraldas, der angrenzenden Provinz Imbabura sowie dem Nordwesten der Provinz Pichincha anzutreffen. Meist bewegt sie sich in Höhenlagen unter 600 Metern, doch wurde sie auch schon am Río Lita in 900 Metern Höhe gesammelt. In Kolumbien kommt sie vom Mittellauf des Río Atrato etwas nördlich von Quibdó südlich bis Ecuador vor.

## Unterarten
Die Art gilt als monotypisch.

## Etymologie und Forschungsgeschichte
Adolphe Boucard beschrieb die Rosenbergamazilie unter dem Namen Polyerata rosenbergi. Das Typusexemplar stammte vom Río Dagua und wurde von William Frederick Henry Rosenberg (1868–1957) gesammelt, dem der Artname gewidmet ist. 1862 führte Ferdinand Heine junior die neue Gattung Polyerata ein. Dieses Wort leitet sich vom griechischen πολυηρατος polyēratos für „sehr hübsch“ ab und setzt sich aus πολυς polys für „viel“ und ερατος eratos für „hübsch“ zusammen.
Lange wurde die Art unter der Gattung Amazilia geführt. 1827 beschrieben René Primevère Lesson und Prosper Garnot die Rostbauchamazilie unter dem Namen Orthorhynchus  Amazilia. Im Jahr 1843 führte Lesson dann den neuen Gattungsnamen Amazilia für den Goldmaskenkolibri, den Streifenschwanzkolibri, die Zimtbauchamazilie (Syn.: Ornysmia cinnamomea), den Blaukehl-Sternkolibri (Syn.: Ornymia rufula) und die Longuemare-Sonnennymphe ein. Die Rostbauchamazilie (Amazilia amazilia) erwähnte er nicht. Der Name stammt aus einem Roman von Jean-François Marmontel, der in Les Incas, Ou La Destruction De L'empire Du Pérou von einer Inkaheldin namens Amazili berichtete.